# Bois de Gerião
Bois de Gerião est un groupe brésilien de rock et punk rock, originaire de Brasilia, actif entre 1994 et 2009. Pendant son existence, le groupe joue du ska, du punk hardcore et du punk rock, connu pour faire du « rock avec du vent », en utilisant des instruments comme la trompette et le saxophone dans leurs compositions. Le nom du groupe fait référence à l'un des douze travaux d'Héraclès, dans lequel le héros mythologique vole les bœufs du roi Gerião, gardé par le géant Eurytion et son chien bicéphale Orthos.

## Histoire
La plupart des membres du groupe sont lycéens lorsqu'ils se rencontrent et commencent à jouer ensemble,. Le premier album du groupe sort en 2002 et s'intitule The King of Hercules. Leur premier album, qui date de 2002 et s'intitule Bois de Gerião, avec un son plus rock et le producteur Rafael Ramos, sort de manière indépendante,. Avec ce travail, le groupe joue dans les principaux festivals nationaux.
En 2006, Bois de Gerião enregistre son deuxième album, Nunca Mais Monotonia, publié en 2006 par le label Prótons et produit par Carlos Savalla, qui a également travaillé avec Paralamas do Sucesso et Pato Fu, entre autres groupes. À cette période, Bois de Gerião reste présent au festival Porão do Rock, qui a lieu tous les ans à Brasilia et accueille chaque année des milliers de fans du genre,,.
L'année 2009 marque la fin du groupe et son dernier concert Lors d'un concert au Museu da República le 8 septembre 2009, le groupe annonce sa fin en déclarant : « Il était temps d'en finir. Nous sommes devenus une couverture de nous-mêmes » au milieu des cris effusifs du public demandant au groupe de ne pas mettre fin à ses activités. Malgré la fin du groupe, le batteur, Gabriel Coaracy, continue à travailler dans le secteur de la musique en tant que membre du groupe Móveis Coloniais de Acaju,. 

## Membres
- Rafael Farret – chant, guitare (1994-2009)
- Tell Victor – basse (1994-2009)
- Gus – trompette (1994-2009)
- Vincent Gautier – saxophone, clarinette (1994-2009)
- Carlos Franco (Foca) – saxophone
- Fábio – chant
- Jason – batterie
- Guto – guitare
- Gabriel Coaracy – batterie (1994-2009)
- Luis Ribeiro – basse (1994-2009)

## Discographie
- 2002 : Bois de Gerião (indépendant)
- 2006 : Nunca Mais Monotonia (Prótons)